# Перламутровые папулы
Перламу́тровые па́пулы полового члена (лат. hirsuties papillaris genitalis, англ. pearly penile papules, PPP, жемчужные папулы, перламутровое кольцо полового члена) — небольшие конусообразные папулы цвета кожи, обычно расположенные на коронке головки полового члена.
Безвредные анатомические изменения. В 1999 году различные исследования выявили, что папулы встречаются в пределах от 8 до 48 процентов всех мужчин. Хотя иногда их путают с венерическим заболеванием, папулы не заразны и половым путём не передаются. Было высказано предположение, что перламутровые папулы полового члена стимулируют женское влагалище во время полового акта. Кроме того, жемчужные папулы выделяют естественную смазку, которая увлажняет головку полового члена.

## Описание
Представляют собой небольшие желтовато-белые бугорки, похожие на прыщики, локализующиеся на краю головки полового члена. Сами папулы имеют гладкую и блестящую поверхность обычно розового или белого цвета, куполообразной или нитевидной формы на вид, размером от одного до трех миллиметров в диаметре и от одного до четырех миллиметров в высоту. Расположены обычно вокруг макушки головки полового члена, в один-два ряда. Хотя они часто встречаются в неправильной последовательности, располагаясь по кругу в несколько рядов, они наиболее заметны на дорсальной стороне макушки полового члена и могут полностью окружать головку полового члена.

Локализация и внешний вид:
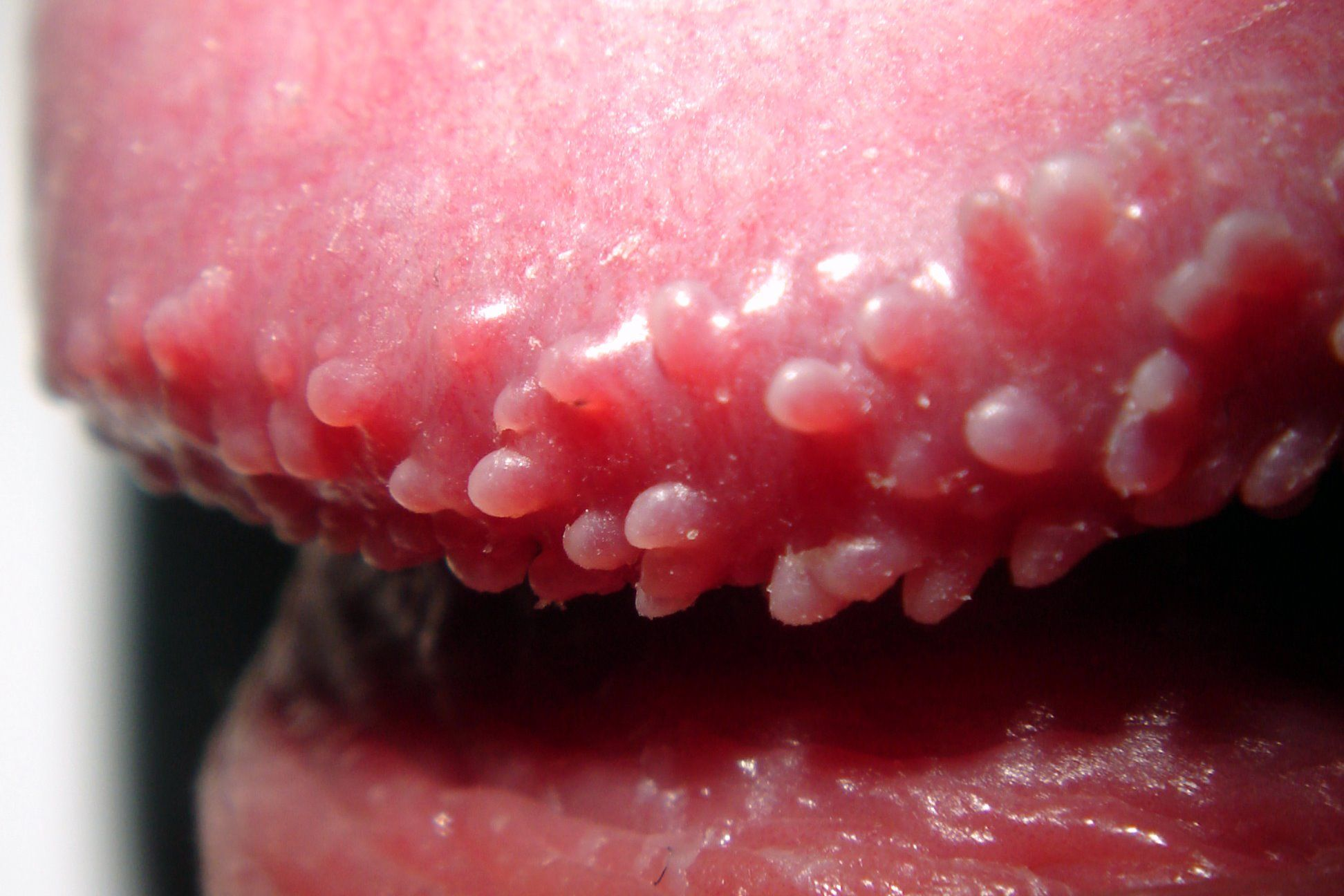
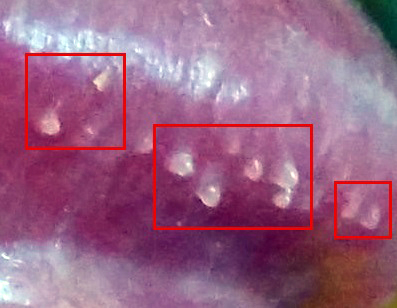
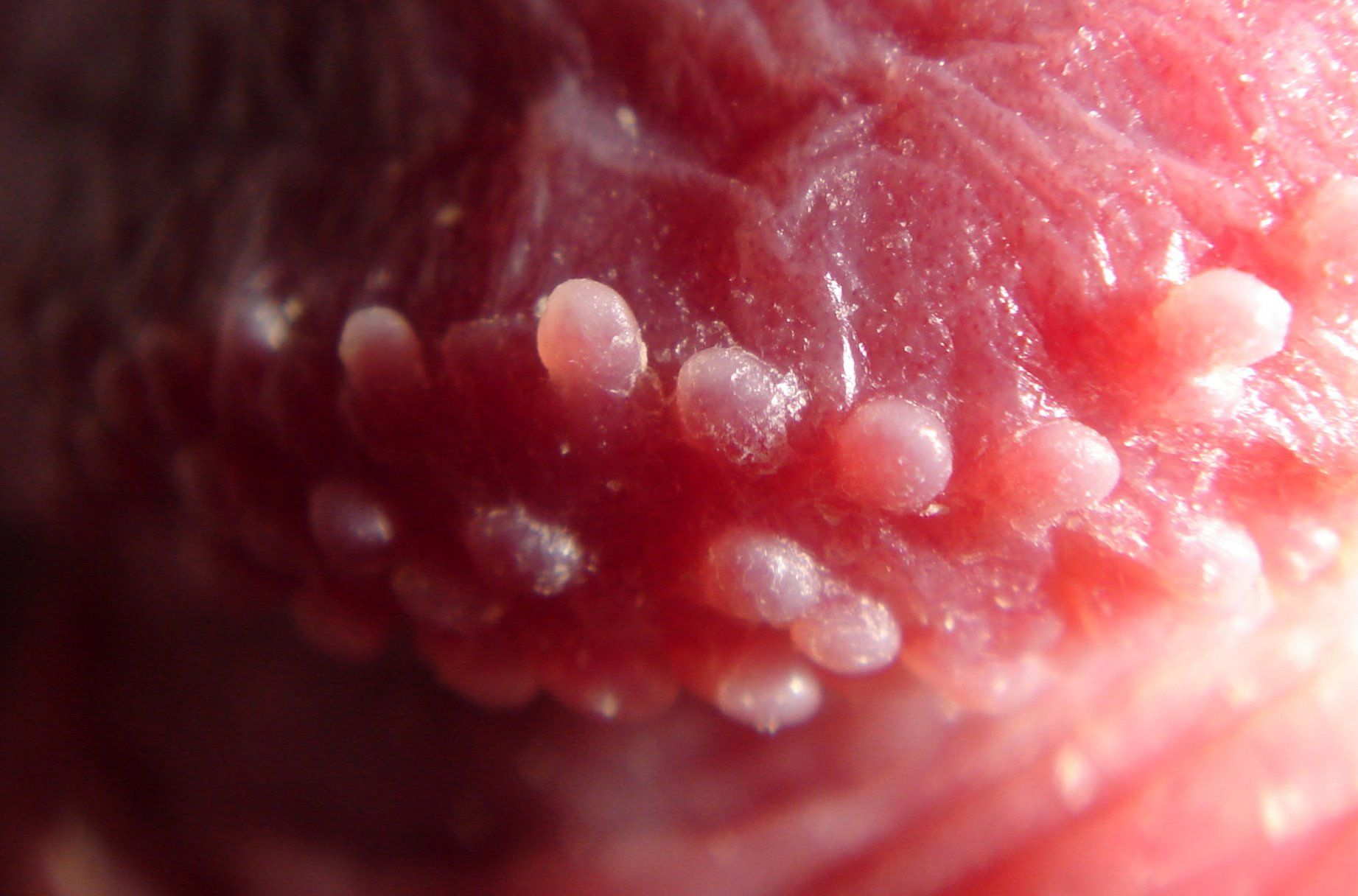

Могут варьировать в размерах от менее чем 1 мм до 3 мм.
Перламутровые папулы иногда описываются как рудиментарные остатки «пениса-шипа» и чувствительных функций, встречающихся у других приматов. У некоторых видов шипы на пенисе более выражены, и считается, что они способствуют сексуальному удовольствию и ускоряют оргазм.
Перламутровые папулы не должны чесаться, кровоточить и выделять жидкость, но если это присутствует, то необходимо обратиться к врачу для подтверждения или исключения венерических заболеваний.

## Медицинское удаление

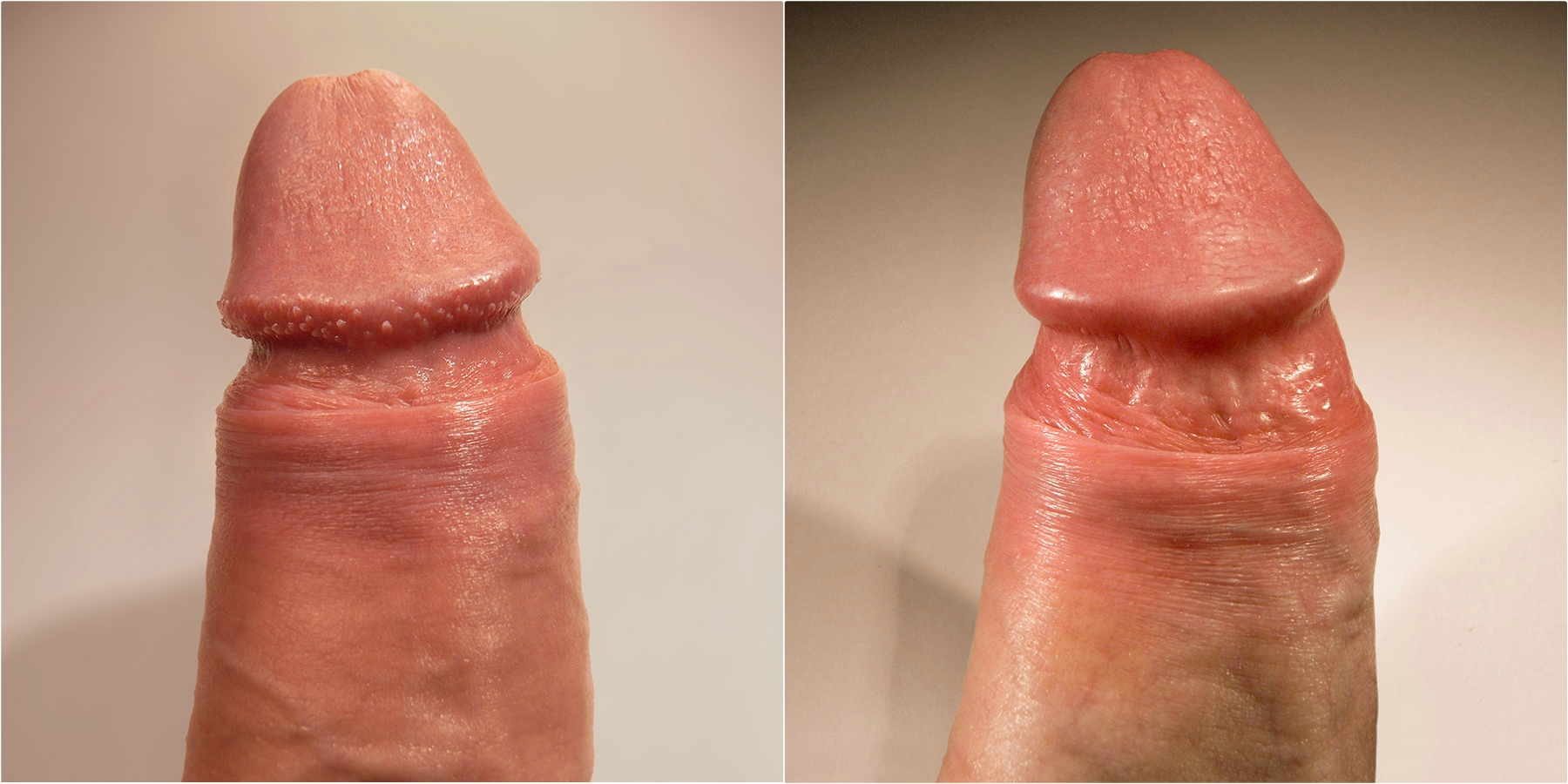
До и после удаления перламутровых папул на половом члене

Перламутровые папулы головки полового члена не вызывают каких-либо клинических симптомов, поэтому не требуют ни терапевтического, ни хирургического лечения. Они не относятся к венерическим заболеваниям (заболеваниям, передающимся половым путём), поэтому не существует риска передачи их половому партнёру при половом контакте.
Хоть перламутровые папулы и не представляет опасности для здоровья, некоторые люди или их сексуальные партнеры могут посчитать их эстетически неприятными. Есть несколько медицинских способов их удалить. Как и в случае любой другой плановой медицинской процедуры, всегда существует риск осложнений, поэтому врачи не рекомендуют их удалять, если они не вызывают у пациента серьезных проблем.
Один из доступных методов лечения — удаление с использованием углекислотного лазера для испарения папул. Обычно это занимает всего несколько минут. Процедура проводится врачом-дерматологом амбулаторно и не требует пребывания в больнице; дискомфорт должен быть минимальным, а ожидаемое время восстановления — от одной до двух недель. Другая процедура включает в себя небольшое хирургическое вмешательство, выполняемое с помощью электрохирургического инструмента «гифрекатор», занимающее около часа.